# Assieme oltre il concerto

Baglioni in concerto

Assieme. Oltre il concerto è un album di Claudio Baglioni pubblicato nel 1992, che documenta parte del tour estivo che segue alla pubblicazione di Oltre. 
Il disco viene registrato, per la prima volta in Italia, con il nuovo sistema olofonico digitale Roland Space Sound che permette una percezione del suono molto simile a quella attuale.

## Il disco
Il disco documenta parte dei grandi concerti che seguono l'uscita di Oltre. Dopo il concerto unico Oltre una bellissima notte del 3 luglio 1991, tenuto allo stadio Flaminio con il palco posizionato al centro, questo evento diventa il punto di partenza per l'avvio del tour Oltre il concerto, che si svolge da gennaio a maggio 1992 nei palasport, mantenendo la stessa configurazione del palco centrale.
A luglio dello stesso anno, il tour continua con una serie di concerti estivi, realizzati negli stadi comunali più piccoli, all'aperto, sempre con il palco al centro con il nome di Assieme sotto un cielo mago. Spezzoni di brani tratti da queste esibizioni costituiscono il disco live che unisce i due tour sotto il titolo di Assieme. Oltre il concerto. 
Il disco è caratterizzato da un taglio prevalentemente estivo con una copertina dai colori sgargianti e solari e nuovi arrangiamenti più movimentati.
A novembre dello stesso anno uscirà la controparte invernale AncorAssieme, Baglioni spezza così in due cd la lunga tournée dopo il complesso e innovativo doppio album in studio Oltre; punto di partenza e spartiacque per la discografia del cantautore.

## 30º anniversario

Baglioni nel 1992

Nel 2022 viene pubblicata una speciale edizione limitata in doppio vinile colorato (giallo come il colore a cui si rifà il tour e l'album da cui è tratto) per il 30º anniversario.

## Formazione
- Claudio Baglioni - voce, pianoforte, chitarra
- Walter Savelli - pianoforte, tastiere
- Paolo Gianolio - chitarra
- Tony Levin - contrabbasso, basso
- Gavin Harrison - batteria, percussioni
- Susanna Parigi, Antonella Pepe - cori
- Solis String Quartet - strumenti ad arco

## Tracce
Testi e musiche di Claudio Baglioni.
1. Notte di note note di notte – 6:15
2. Vivi – 4:21
3. E tu come stai? – 5:32
4. Io me ne andrei – 5:06 (musica: Claudio Baglioni e Antonio Coggio)
5. Uomini persi – 5:12
6. Via – 5:15
7. E tu... – 4:44 (musica: Claudio Baglioni e Antonio Coggio)
8. Noi no – 5:14
9. Acqua dalla luna – 4:31
10. Ninna nanna nanna ninna (Trilussa) – 5:20
11. E adesso la pubblicità – 4:50
12. Strada facendo – 5:10
13. Mille giorni di te e di me – 5:06
14. La vita è adesso – 5:26

## Crediti

### Musicisti
- Claudio Baglioni - voce, pianoforte e chitarra
- Walter Savelli - pianoforte e tastiere
- Paolo Gianolio - chitarre
- Tony Levin - basso e contrabbasso
- Gavin Harrison - batteria e percussioni
- Steve Ferrone - batteria
- Susanna Parigi, Antonella Pepe - cori
- Solis String Quartet - archi

### Produzione
- Realizzato da Pasquale Minieri
- Registrato da Maurizio Maggi
- Missato da Fabio Patrignani
- Processore olofonico Roland Sound Space

## Classifiche
| Classifica (1992) | Posizione massima |
| ----------------- | ----------------- |
| Europa            | 41                |
| Italia            | 1                 |

### Classifiche di fine anno
| Classifica (1992) | Posizione |
| ----------------- | --------- |
| Italia            | 23        |